# Artemisia vestita
Artemisia vestita là một loài thực vật có hoa trong họ Cúc. Loài này được Wall. ex Besser mô tả khoa học đầu tiên năm 1834.